# 翁夢鯉
翁夢鯉（1523年—？年），字希登，号雨川，福建興化府莆田縣人，民籍。

## 生平
五月十六日生，行一，治《書經》，由府學附學生中式嘉靖二十八年（1549年）己酉科福建鄉試第四十九名舉人，年二十八歲中式嘉靖二十九年（1550年）庚戌科會試第一百三十三名，第三甲第七十六名進士。授金華縣知縣，擢户部主事，榷浒墅关，轉饷之邊，以過家踰限，謫倅潮州。州闕守，至則攝府事，抵御倭寇，身先士卒，斩首七百余级，蹈水死者以千计，倭旋遁。而廣寇張璉等乘間起事，拘押知縣。夢鲤領兵击之，或擒或散，救出知縣。久之，移守開州，赴任前解除程鄉縣之围。到開州後，惠潮等地倭寇再起，乃移任惠州府丞，又攝潮州，与总兵俞大猷围剿于可塘，与參将汤克宽、王詔夹击于九龍山，擒斬無數。吴平、林道等海寇为患，南赣巡撫請設岭東海防僉事一名，以夢鲤为之。平河源，服五峒大星港、担竿州，所在奏捷，威名大震，以軍旅勞瘁，卒于官。著有《謫居稿》、《户部稿》、《拙庵管見》。

## 家族
曾祖翁紹、祖翁義、父翁子迪；母陳氏。慈侍下，妻謝氏。